# Parc national Pan de Azúcar
Le parc national Pan de Azúcar est un parc national compris dans les régions d'Antofagasta et d'Atacama au Chili. Créé en 1986, Le parc est administré par la Corporación Nacional Forestal (CONAF).

## Flore
Il est possible d'observer dans le parc quelque 27 espèces de cactus donc 21 endémiques à cette région comme le genre Copiapoa, Copiapoa cinerascens, C. cinerea, C. budwillii entre autres.